# Kampf um Alland (1945)

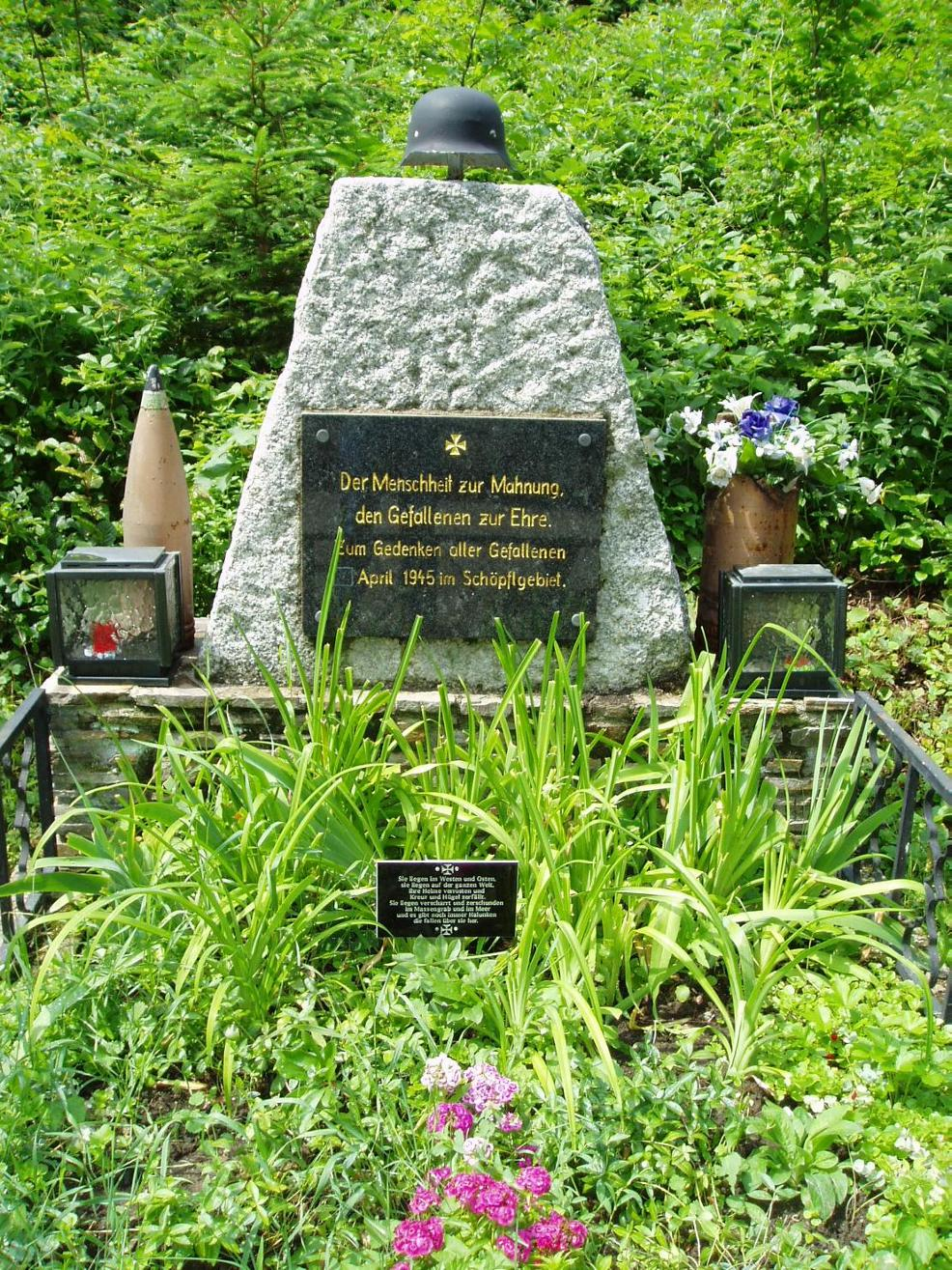
Schöpfl-Mahnmal zum Gedenken aller Gefallenen an der Straße St. Corona–Klausen-Leopoldsdorf

Bei den Kämpfen um Alland im April 1945 wurde das Gebiet um die niederösterreichische Gemeinde Alland im Wienerwald in der Endphase des Zweiten Weltkriegs von sowjetischen Truppen eingenommen. Der Beginn der Kämpfe stand im Zeichen einer Zangenbewegung zur Einschließung Wiens und der Vorbereitung der Schlacht um Wien.

## Truppenteile im Raum Alland
Deutsches Reich: Der linke Flügel des I. SS-Panzerkorps der 6. Panzerarmee unter Sepp Dietrich der Heeresgruppe Süd, bestehend aus den Resten der 12. SS-Panzer-Division, Alarmeinheiten und der 1. SS-Panzer-Division.
Sämtliche Truppenteile hatten am 5. April 1945 nur mehr 52 intakte Panzer und Sturmgeschütze und nur etwa 30 % der personellen Sollstärke. Auf deutscher Seite wurden im Raum Klausen-Leopoldsdorf, Alland, Hoher Lindkogel, Triestingtal, Piestingtal circa 20 Stück schweres Gerät und maximal 8000 Mann eingesetzt.
Sowjetunion: Teile der sowjetischen 6. Gardepanzerarmee der 9. Gardearmee der 3. Ukrainischen Front unter Marschall Fedor Tolbuchin, bestehend aus dem 38. Garde-Schützenkorps und 5. Garde-Panzerkorps; Ende April auch die 4. Gardearmee.

## Chronologie

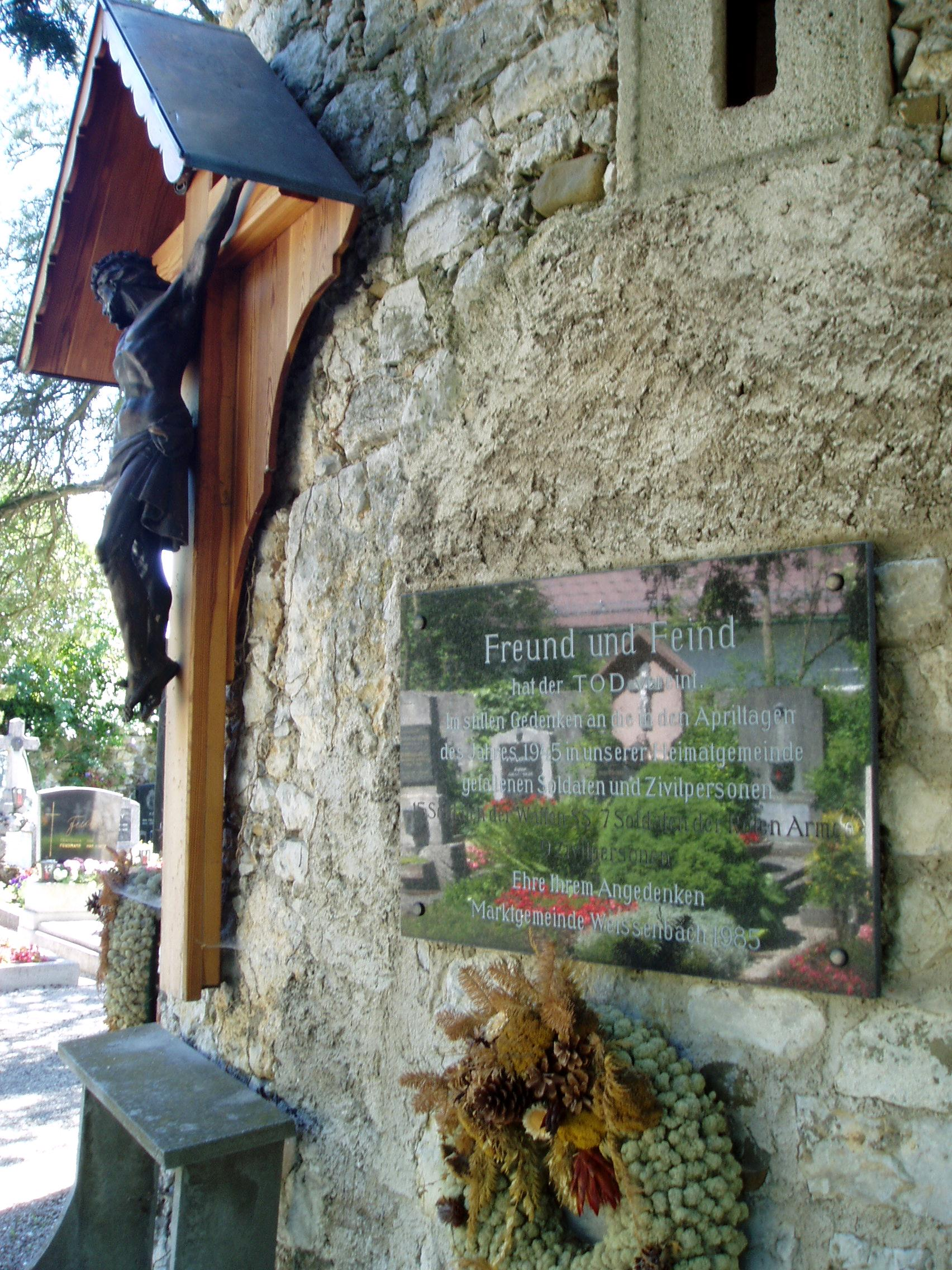
Gedenktafel der Toten vom April 1945 im Friedhof von Neuhaus: 15 Soldaten der Waffen-SS, 7 Soldaten der Roten Armee, 9 Zivilopfer

Folgende Schilderung beruht auf der unten angegebenen Quelle, welche sich ihrerseits auf die Darstellung der Geschehnisse in den deutschen Frontberichten beruft.

### 4. und 5. April 1945
Im Raum Baden stießen die sowjetischen Truppen mit ein bis zwei Bataillonen durch das Helenental Richtung Sattelbach – Heiligenkreuz – Sittendorf durch die in der Talenge aufgebauten Sperren vor, angeblich unter Führung von Zivilisten. Vorerst gab es dort keine wesentlichen Kampfhandlungen. Erst die westlich von Heiligenkreuz und bei Mayerling stehenden deutschen Truppen stoppten den Durchbruch nach Alland, wurden aber an den Ostrand Allands sowie Höhen nördlich und südlich davon zurückgedrängt. Sowjetische Geschützbatterien bezogen Stellung beim hochgelegenen Friedhof von Heiligenkreuz und beschossen Alland. Dadurch wurden die Karmelkirche in Mayerling und die Allander Kirche stark beschädigt. Während dieser Zeit wurden Grüfte des Friedhofs von Heiligenkreuz, auch die der Mary von Vetsera, aufgebrochen und nach Schmuck durchsucht. Wahrscheinlich an diesem Tag sprengte die Wehrmacht die Brücken über die Schwechat in Mayerling und Alland. Der Großteil der sowjetischen Truppen bog nach Norden Richtung Sittendorf – Pressbaum – Tulln und konnte so die geplante Westumfassung Wiens durchführen. Ein Teil griff die Verteidigungsstellungen der Deutschen bei Klausen-Leopoldsdorf von Gruberau aus an.

### 6. und 7. April
Die deutschen Truppen griffen aus dem Raum Pottenstein nach Norden an und besetzten den Raum zwischen Großau und Groisbach und die Straße Gainfarn – Raisenmarkt. Die schwache Sicherungslinie Alland – Neulengbach konnte nur mit Mühe von den deutschen Truppen gegen die nunmehr aus Nordosten anrückenden sowjetischen Truppenteilen gehalten werden.
Den deutschen Truppen gelang am 7. April die Rückeroberung der Schloss-Ruine Merkenstein und des Hohen Lindkogels. Die in Alland und nördlich davon stehende deutschen Truppenteile wurden dagegen von ein bis zwei sowjetischen Regimentern zurückgedrängt und ihre Reste bis zum Schöpfl bei Laaben zurückgeworfen.

### 8. und 9. April
Am 8. April wurden die Berge östlich der Straße Raisenmarkt – Schwarzensee, der Buchberg und die Gegend um das Rehabilitationszentrum in Groisbach von deutschen Truppenteilen zurückerobert. Dabei wurden fünf russische Panzer zerstört. Ein weiterer Angriff entsetzte eine Kampfgruppe eines Alarmverbandes, welche sich den ganzen Tag über nordwestlich von Klausen-Leopoldsdorf – bei Weidenbach – aufgehalten hatte.
Die sowjetischen Truppen eroberten am 9. April mit Panzern Schwarzensee, während die deutschen Truppen durch Angriffe nach Norden die Hauptkampflinie Alland - Klausen-Leopoldsdorf festigten.

### 10. bis 13. April
Die 12. SS-Panzer-Division konnte am 10. April Groisbach und Untermeierhof zurückerobern.
Eine sowjetische Offensive am 12. April in Kompanie- bis Bataillonsstärke auf breiter Front mit Schwerpunkt Alland, Klausen-Leopoldsdorf in Richtung Südwest warf die deutschen Truppen auf die Linie Dörfl – nördlich Großer Hollerberg zurück.
Am nächsten Tag zogen sich Teile der sowjetischen Truppen an die Linie Alland – Klausen-Leopoldsdorf zurück, während ein sowjetisches Regiment von Hochstraß durch das unübersichtliche Waldgelände nach Süden nach St. Corona vorstieß.

### 14. bis 16. April
Am 14. April stießen sowjetische Truppen von Schwarzensee bis an die Straße Neuhaus – Nöstach (heute B 11) vor. Deutsche Truppen starteten im Gegenzug eine Gegenoffensive aus dem Raum westlich von Neuhaus. Nördlich von St. Corona vorrückend gelang es den sowjetischen Truppen die Berge zwischen Schöpfl und der Straße Wöllersdorf (bei Laaben) – Hainfeld (heute L 119, vormals Teil der B 19) zu erobern. Die deutschen Truppen errichteten am gleichen Tag eine neue, schwache Sicherungslinie zwischen Brand-Laaben und Stössing.
Der 15. April brachte nur einige Aufklärungsvorstöße der Sowjetarmee.
Am 16. April stieß die 1. SS Panzer-Division mit sowjetischen Truppen in Bataillonsstärke im Bereich Peilstein – Neuhaus zusammen. Die deutschen Truppen schanzten sich an der Straßengabelung 500 m nördlich von Neuhaus ein, nördlich von Nöstach gelang es der 12. SS-Panzer-Division, zwei Vorstöße der sowjetischen Truppen in Bataillonsstärke zurückzudrängen.

### 17. bis 19. April
In den Hügeln östlich und nordöstlich von Neuhaus, in St. Corona und südlich von Fahrafeld fanden an diesem Tag Gefechte statt. Die sowjetischen Truppen stießen mit einer großen Anzahl an Infanterieeinheiten und Panzerverbänden über Heiligenkreuz nach Alland und in das Triestingtal vor. Die deutschen Truppen zogen sich daraufhin von ihren Stellungen bei der Lungenheilstätte zurück, wobei mehrere Panzer wegen Treibstoffmangels zurückgelassen werden mussten. Gegenangriffe der Deutschen erfolgten vom auf einem Hügel gelegenen Gehöft Kranleiten hinunter nach Groisbach, wo zwei Stalinorgeln stationiert waren. Im Hinterhalt befindliche SS-Truppen wurden ebenfalls zurückgedrängt. Die Bevölkerung Allands versteckte sich vor den sowjetischen Truppen in einem aufgelassenen Bergwerksstollen bei Groisbach und in der Arnsteinhöhle am Fuße des Burgfelsens bei Raisenmarkt.
Der Schöpfl wurde mehrmals von beiden Seiten eingenommen.
Am Abend des 19. April stand das 1. SS-Panzerkorps nördlich bzw. östlich der Linie: Rothenau im Traisental – Schwarzenbach – Hainfeld – St. Corona – Alland – Maria Raisenmarkt – Weissenbach – Pottenstein – östlich des Hohen Lindkogels – Markt Piesting – Hohe Wand – Grünbach – Puchberg.

### 21. und 22. April
Die sowjetischen Truppen stießen aus Berndorf in weiter südwestliche Richtung und über die Straße Hainfeld – Traisen (heute B 18) nach Westen und nach St. Corona vor. Die sowjetische 4. Garde-Armee verstärkte ihre Angriffe im Wienerwald und drängte das 1. SS-Panzerkorps von der Linie, die es seit dem 3. April gehalten hatte, zurück. Deutsche Truppen sammelten sich am selben Tag in Pernitz.
Die Front hatte sich am 22. April aus dem Gemeindegebiet Allands nach der Straße Altenmarkt – Traisen (heute B 18), Klein-Mariazell, Kaumberg und Hainfeld verlagert. In Hainfeld wurden die Häuser an der Triestingtalstraße, gemäß Hitlers Nerobefehl, durch SS-Verbände in Brand gesetzt.

## Quelle
- Manfried Rauchensteiner: Der Krieg in Österreich 1945. In: Schriften des Heeresgeschichtlichen Museums in Wien (Militärwissenschaftliches Institut). Österreichischer Bundesverlag, Wien 1984.